# Будишинський мир

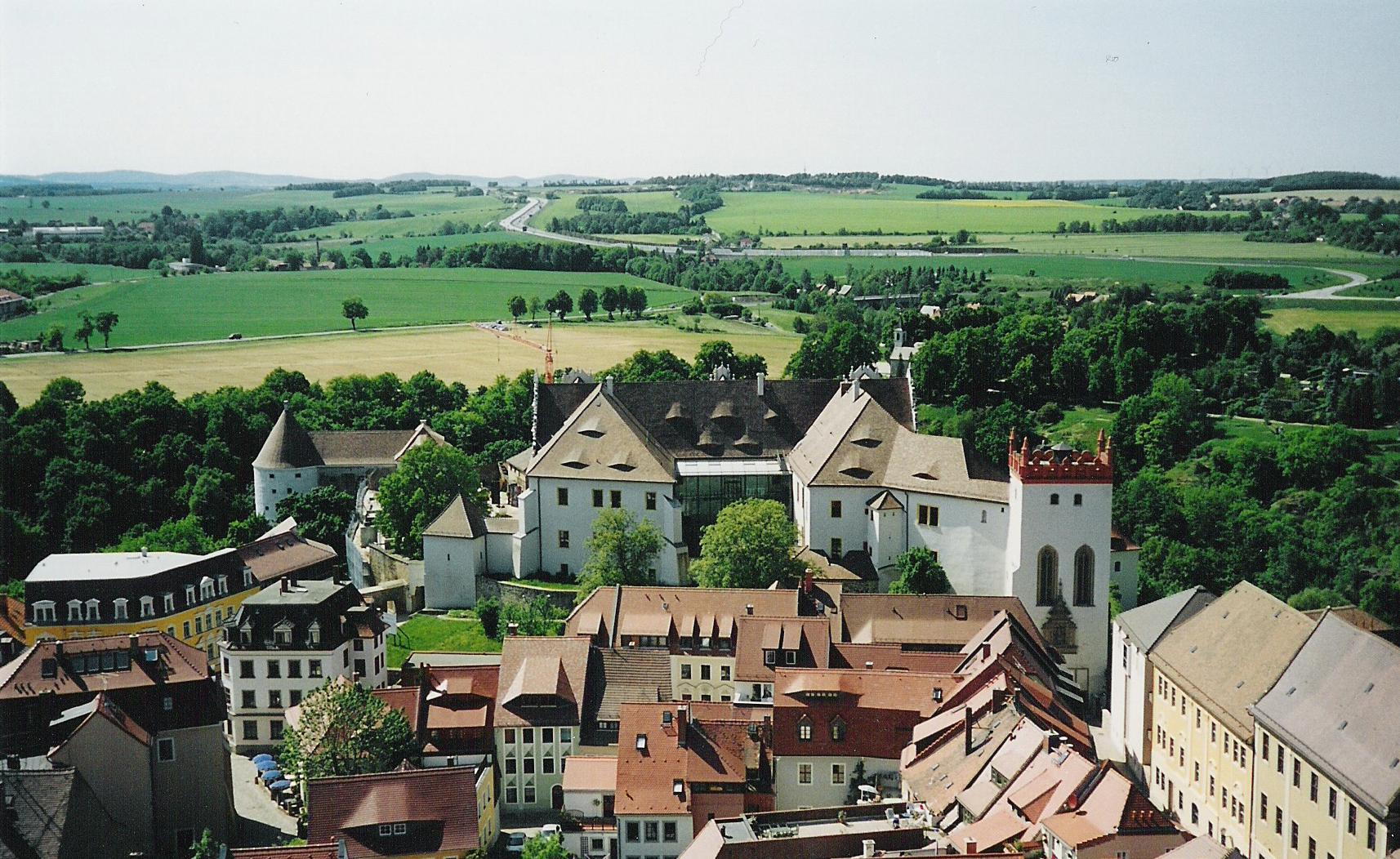
Замок Ортенбург

Будишинський мир — мирний договір, укладений 1018 року в Будишині (Бауцені, Німеччина) в замку Ортенбург між польським князем Болеславом I Хоробрим і імператором Священної Римської імперії Генріхом II.
Мирний договір закінчив німецько-польські війни 1003—1018 років. За умовами договору імператор передав Польському князівству Лужицю (Лаузіц) і визнавав владу польського князя над Моравією. Болеслав I в свою чергу відмовлявся від посягань на Майсенську марку.